# Połowiczy zanik twarzy
Połowiczy zanik twarzy (łac. hemiatrophia faciei) – postępujący zanik skóry, tkanki podskórnej, mięśni i kości po jednej stronie twarzy. Przypuszcza się, że powodem jest uszkodzenie układu autonomicznego na nieznanym tle i wtórne zaburzenia troficzne tkanek. Leczenia skutecznego nie ma.